# Araschnia levanoides
Araschnia levanoides är en fjärilsart som beskrevs av Blanchard 1871. Araschnia levanoides ingår i släktet Araschnia och familjen praktfjärilar. Inga underarter finns listade i Catalogue of Life.